# Miloš Vacek
Miloš Vacek, Pseudonym Miloš Kamenický, (* 20. Juni 1928 in Horní Roveň; † 29. Februar 2012 in Prag) war ein tschechischer Komponist, Dirigent und Organist.

## Leben
Im heute zu Dolní Roveň gehörenden Dorf Horní Roveň im Landkreis Pardubice geboren, verbrachte Miloš Vacek seine Kindheit vor allem in Kamenice nad Lipou. Er erhielt früh eine umfassende musikalische Ausbildung durch seinen Vater Jindřich Vacek. Schon als Kind spielte er Geige, Klavier, Klarinette und Oboe. 1943 begann er Studien an der Orgelabteilung am Prager Konservatorium. Während der Schließung der Institution durch die nationalsozialistische deutsche Besatzungsmacht arbeitete er vorübergehend u. a. als Hilfsarbeiter in einer Glasfabrik in Včelnička. Nach dem Ende des Zweiten Weltkriegs konnte er den Unterricht am Konservatorium fortsetzen und 1947 abschließen. Anschließend ging er an die Akademie der musischen Künste in Prag, wo er bis 1951 u. a. Komposition bei František Pícha und Jaroslav Řídký studierte. Während seines Militärdienstes war er Chorleiter und Dirigent des Vít-Nejedlý-Armeekunstensembles. 1952 unternahm er mit diesem Ensemble eine sechsmonatige Tournee nach China. Ab 1954 widmete er sich beruflich ausschließlich dem Komponieren. Daneben war er auch organisatorisch im Verband der tschechischen Komponisten und Konzertkünstler aktiv. 
Miloš Vaceks Œuvre umfasst Werke beinahe aller Gattungen. Mit seiner aus der tonalen Tradition kommenden Musiksprache fügte er sich in die vom kommunistischen Regime in der ČSSR politisch vorgegebene Ästhetik des Sozialistischen Realismus. Auch inhaltlich griff er neben heimatverbundenen Sujets immer wieder politisch konforme Themen auf (etwa Poem über gefallene Helden oder die Mai-Sinfonie, beide 1974). Einzelne Werke wurden aber auch aufgrund systemkritisch zu deutender Passagen (insbesondere von Textvertonungen) mit Aufführungsverbot belegt wie etwa die Märchenoper Des Kaisers neue Kleider (1962) Internationale Popularität erlangte seine Musik für die 1957–1974 entstandenen Folgen der Zeichentrickserie für Kinder Der kleine Maulwurf. Sowohl für seine Bühnen- und Konzertmusik als auch für seine Filmvertonungen erhielt Vacek eine Vielzahl an Preisen und Auszeichnungen.

## Werke (Auswahl)

### Oper
- Jan Želivský. Historisches Opernfresko in sechs Bildern (1953–1956, rev. 1974)
- Des Kaisers neue Kleider. Märchenoper nach Motiven von Hans Christian Andersen (1962)[2]
- Bruder Žak. Oper in drei Akten (1976–1978)
- Romanze für Flügelhorn. Lyrische Kammeroper (1980–1981)
- Kater Mikesch. Komische Oper für kleine und große Kinder nach der literarischen und bildnerischen Vorlage von Josef Lada (1981–1982)

### Ballett
- Glück ist einfach (1951–1952)
- Komödiantengeschichte (1957–1958)
- Der Wind im Haar (1960–1961)
- Die Geliebte der sieben Räuber. Dramatisches Ballettfresko nach Viktor Dyk (1966)[3]
- Die glückliche Sieben (1966)

### Musical
- Die Nacht ist mein Tag. Blues-Drama über die Sängerin Bessie Smith (1962)
- Madame Sans-Gêne. Rokoko-Musical nach dem Schauspiel von Victorien Sardou und Émile Moreau (1968)
- Wind aus Alabama. Tschechisch-amerikanisches Musical nach den Geschichten von Jaroslav Hašek (1970)

### Kantate
- Stoppt den Krieg. Kantate nach Worten von Ivan Skála (1952)
- Über Prag. Kantate nach Worten von Vítězslav_Nezval für Sprecher, gemischten Chor und Orchester (1974)
- Die Landschaft meiner Kindheit. Kantate nach Worten von Naďa Mauerová für gemischten Chor und Orchester (1976)

### Orchesterwerke
- Räuber-Rhapsodie (1952)
- Sinfonie Nr. 1 „Mai“ (1974)
- Poem von den gefallenen Helden für Alt und Orchester (1974)
- Olympische Flamme. Sinfonisches Bild (1975)
- Der einsame Seefahrer. Sinfonisches Gemälde, inspiriert vom einsamen tschechischen Seefahrer Richard Konkolsky (1978)
- Freundschaftsmarsch (1978)
- 17. November 1939. Sinfonisches Fresko (1980)
- Gewissen der Welt. Sinfonische Dichtung zum Gedenken an die Vernichtung von Lidice und Ležáky (1981)
- Sinfonie Nr. 2 (1986)

### Kammer- oder Streichorchester
- Frühlingssuite für Flöte, Klarinette, Horn und Streichorchester (1963)
- Märchensuite für Kammerorchester (1966)
- Musica poetica für Streichorchester (1976)

### Instrumentalkonzerte
- Burleske für Violine und Orchester (1977)
- Konzert für Posaune und Streichorchester (1985)
- Concerto capriccioso für Horn und Orchester (1989)

### Duos und Kammermusik
- Suite für Violoncello und Klavier (1947)
- Streichquartett (1950)
- Miniatur-Suite für Streichquartett (1951)
- Böhmerwald-Metamorphosen für Flöte, Oboe, Violine, Viola und Violoncello (1971)
- Bukolische Suite für vier Posaunen (1977)
- Herbarium für Flöte, Oboe und Cembalo (auch für Bläserquintett) (1987)
- Herbst-Aquarelle für Oboe, Violoncello und Klavier (1988)

### Instrument solo
- Suite für Klavier (1948)
- Die Freuden unserer Kinder für Klavier (1951)
- Organum Pragense für Orgel (1966)
- Sonata drammatica für Klavier (1972)
- Geschichten für Klarinette (1987)
- Capriccio für Fagott (1988)

### Lied
- Röte. Zyklus für Singstimme und Klavier nach Worten von František Ladislav Čelakovský (1947)
- Vorfrühlingssonette. Lyrischer Liederzyklus für Sopran und Klavier nach Worten von Naďa Mauerová (1972)
- Frau. Lyrischer Liederzyklus für Sopran und Klavier nach Worten von Naďa Mauerová (1975)
- Ich suche dich, Schönheit. Lyrischer Liederzyklus für Alt Klavier nach Worten von Naďa Mauerová (1976)
- Liebespräludien für Sopran, Flöte und Klavier nach Worten von Naďa Mauerová (1981)
- Stetes Duell. Vier komische Lieder über die Liebe (1983)
- Frau. Lyrischer Liederzyklus für Sopran und Klavier nach Worten von Naďa Mauerová (1975)

Weiters Melodramen, Chorsätze, Musik für Kinder, Musik zu Spartakiaden u. a.

## Filmmusik (Auswahl)
- 1955: Abenteuer in der goldenen Bucht (Dobrodružství na Zlaté zátoce)
- 1956: Die verlorene Spur (Ztracená stopa)
- 1956: Verbrechen am Windberg (Větrná hora)
- 1959: Ein Leben in Gefahr (Život pro Jana Kašpara)
- 1959: Flucht aus dem Schatten (Útek ze stínu)
- 1959: König des Böhmerwaldes (Král Šumavy)
- 1960: Am Partisanensteg (Partyzánská stezka)
- 1960: Ein Kerl wie ein Baum (Chlap jak hora)
- 1961: Die Prozession zur heiligen Jungfrau (Procesí k panence)
- 1962: Die Igelfreundschaft
- 1962: Ein wunderschöner Tag (Kouzelný den)
- 1962: Schneesturm (Vánice)
- 1964: Das Attentat (Atentát)
- 1964: Das Geheimnis der chinesischen Nelke
- 1967: Tausche Katze gegen Bruder (Když má svátek Dominika)
- 1968: Unsere verrückte Familie (Nase bláznivá rodina)
- 1968: Vier Personen im Kreis (Čtyři v kruhu)
- 1969–1972: Der kleine Maulwurf (Krteček , Fernsehserie)
- 1972: Der schwarze Wolf (Černý vlk)
- 1973: Das Hundekommando (Počkám, až zabiješ)
- 1975: Katharina und ihre Töchter (Kateřina a její děti)
- 1981: Das Geheimnis der leeren Urne (Něco je ve vzduchu)
- 1987: Prinzessin Julia (O zatoulané princezně)